# Saint-Christophe-de-Chaulieu
Saint-Christophe-de-Chaulieu är en kommun i departementet Orne i regionen Normandie i nordvästra Frankrike. Kommunen ligger i kantonen Tinchebray som tillhör arrondissementet Argentan. År 2022 hade Saint-Christophe-de-Chaulieu 88 invånare.

## Befolkningsutveckling
Antalet invånare i kommunen Saint-Christophe-de-Chaulieu
| Referens: INSEE |